# Центар-Жупа (община)
Центар-Жупа (макед. Општина Центар-Жупа, тур. Merkez Jupa Belediyesi) — община в Северной Македонии. Расположена на юго-западе страны. Население составляет 6 519 человека (2002 год).
Административный центр — село Центар-Жупа.
Площадь территории общины 107,21 км².
Этническая структура населения в общине по переписи 2002 года:
- турки — 5 226 чел. (80,2%);
- македонцы — 814 чел. (12,5%);
- албанцы — 454 чел. (7,0%);
- остальные — 25 чел. (0,3%)